# Andreas Fuchs (Altorientalist)
Andreas Fuchs (* 6. September 1960 in Mannheim) ist ein deutscher Altorientalist.

## Leben
Seit 1980 studierte er Assyriologie, Arabistik und Ethnologie an der Universität Göttingen, wo er 1993 promoviert wurde. Von 1994 bis 1998 war er wissenschaftlicher Mitarbeiter am Lehrstuhl für Altorientalistik der Friedrich-Schiller-Universität Jena. Die Deutsche Forschungsgemeinschaft förderte ihn von 1998 bis 1999 mit einem Habilitationsstipendium. Von 1999 bis 2004 war er wissenschaftlicher Assistent an der Eberhard Karls Universität Tübingen, wo er am 17. November 2004 habilitiert wurde. Seit 2004 ist er Hochschuldozent am Altorientalischen Seminar der Universität Tübingen, die ihm 2008 den Titel außerplanmäßiger Professor verlieh.
Seine Forschungsschwerpunkte sind Königsinschriften und Briefe der neuassyrischen Periode, Kulturgeschichte des Alten Orients in dieser Epoche und die historische Topographie sowie die Militärgeschichte Altvorderasiens.

## Schriften (Auswahl)
- Die Inschriften Sargons II. aus Khorsabad. Cuvillier, Göttingen 1994, ISBN 3-930340-42-9 (zugleich Dissertation, Göttingen 1993).
- Die Annalen des Jahres 711 v. Chr. nach Prismenfragmenten aus Ninive und Assur (= State archives of Assyria studies. Band 8). Neo-Assyrian Text Corpus Project, Helsinki 1998, ISBN 951-45-8410-4.
- Letters from Babylonia and the Eastern provinces (= State archives of Assyria studies. Band 15). Helsinki University Press, Helsinki 2001, ISBN 951-570-496-0.